# Vorey
Vorey (also: Vorey-sur-Arzon) là một xã thuộc tỉnh Haute-Loire trong vùng Auvergne-Rhône-Alpes ở nam trung bộ nước Pháp. Khu vực này có độ cao trung bình 548 mét trên mực nước biển. Theo điều tra dân số năm 1999 của INSEE có dân số 1451 người.

## Lịch sử dân số
| Năm | 1962 | 1968 | 1975 | 1982 | 1990 | 1999 |
| --- | ---- | ---- | ---- | ---- | ---- | ---- |
| Dân số | 996  | 1153 | 1240 | 1276 | 1315 | 1451 |
| From the year 1962 on: No double counting—residents of multiple communes (e.g. students and military personnel) are counted only once. |      |      |      |      |      |      |